# (52634) 1997 WR28
1997 دابليو أر 28 (ويعرف أيضًا باسم (52634) 1997 دابليو أر 28 وفق تسمية الكوكب الصغير) (بالإنجليزية: 1997 WR28)‏ هو كويكب ضمن حزام الكويكبات؛ وترتيبه 52634 من حيث الاكتشاف.
اكتُشف هذا الجُرم الفلكي بواسطة هيروشي كانيدا في 24 نوفمبر 1997.

## وصلات خارجية
- (52634) 1997 WR28 في قاعدة بيانات مختبر الدفع النفاث لأجرام النظام الشمسي الصغيرة

- الاكتشاف · مخطط المدار ·  العناصر المدارية · المعلمات المادية

- (52634) 1997 WR28 على موقع ويكي سكاي: DSS2, SDSS, GALEX, IRAS, Hydrogen α, X-Ray, Astrophoto, Sky Map, Articles and images